# Diego Pazó Montes
Diego Pazó Montes (Pontevedra, España, 29 de noviembre de 1903-Pontevedra, 16 de junio de 1996) fue un importante industrial e inventor en Pontevedra, Galicia. Fue el tercer hijo del industrial José Pazó Martinez (1858 - 1925) y hermano del Ingeniero y piloto de aviación - héroe condecorado de la Guerra civil española -, José Pazó. Su trayectoria profesional le llevó a incursionar en múltiples disciplinas, aunque en la que más destacó fue en la mecánica. El 16 de junio de 1996 Diego Pazó Montes fallece a los 92 años de edad. Su legado ha sido muy variado, destacando su filantropía con el sobrenombre de «El padre de los pobres».

## Biografía
Diego Pazó Montes Pontevedra, Galicia, 1903 - 1996) Aunque no destacó, en su juventud, como un gran estudiante, sí era un magnífico dibujante —obteniendo una plaza como discípulo de Castelao—, en 1921, a los dieciocho años, inició sus estudios de ingeniería industrial en Vigo, acabada la carrera con sobresaliente cum laude retornó a Pontevedra con la cabeza llena de proyectos, por lo que reabrió la empresa de su padre La Constructora, que ya llevaba cinco años cerrada a causa de las huelgas y los conflictos desatados en la época convulsa de aquel momento histórico. Sin dejar de lado las actividades originales de la empresa —fundición de hierro y herrería, que tanto le habría de servir en el futuro—, fue ampliando las actividades dependiendo de las necesidades de la sociedad del momento, incursionando en varias disciplinas como en la fabricación y mantenimiento de cocinas industriales o mecanizados, pero su principal actividad comenzó con el servicio de reparación de motores de automóviles, en una época en que los repuestos eran muy escasos, por ello, en vista de la escasez y a fin de surtir, en principio, su propio taller, inició la fabricación de camisas, pistones, aros y bujías, llegando, con el tiempo, a convertirse en el mayor fabricante del país de dichos productos. Acabada la Guerra fue condecorado por Francisco Franco por su aportación de repuestos a las tropas, ayudando a la victoria en la Batalla del Ebro. Fue uno de los industriales más importantes de la posguerra tras la Guerra Civil en España siendo el fundador, director y gerente de la empresa Constructora de Motores Pazó S. A.

## Constructora de Motores Pazó S. A.
Cuando Diego Pazó inició sus actividades industriales, denominó la empresa como Talleres Pazó, ocupando para ello las naves de La Constructora —heredadas de su padre— en Las Corbaceiras, no sería hasta 1967 que le cambiaría el nombre por Constructora de Motores Pazó S.A. ya que, de ahí en adelante, sería su actividad principal. En 1949 se edifican los nuevos talleres en la avenida de Marín en Santos de Mollabao, que estarían en uso hasta el año 2005.
En Constructora de Motores Pazó S.A., se construían los robustos motores marinos diseñados por el Ingeniero Diego Pazó en su totalidad, su proyecto consistía en fabricar motores diésel marinos fuertes, robustos y de bajo mantenimiento, a fin de dotar a los pescadores de bajura de una máquina económica, que les permitiera faenar con seguridad y bajo consumo. Era un motor sobredimensionado y de bajas revoluciones, con lo que minimizaba los riesgos de averías y desgastes por uso. Después de cincuenta años de su fabricación, todavía existen unidades en perfecto funcionamiento.
Eran motores muy avanzados para su tiempo, montaban de uno a seis cilindros con válvulas a dos tiempos y velocidades de 550 rpm a 850 rpm. Se produjeron unos 3.000 motores en diferentes gamas y potencias desde 6CV hasta 375CV.
La fabricación finalizó hacia 1976, debido a la apertura de fronteras y la entrada en el mercado español de motores fabricados en otros países.

## Inventos y patentes
Además de industrial fue un prolífico inventor quien registró numerosas patentes, desde la Hélice Reversible, hasta el Motor en Estrella. Su carácter inquieto, y polifacético, lo llevó a incursionar en diferentes proyectos, desde un nuevo concepto en el diseño de lavadoras automáticas, en la seguridad vial con un visor lateral a fin de mejorar la seguridad en los adelantamientos o en la climatización de volúmenes. También patentó, mejorando, el diseño de viveros flotantes para cría de especies acuáticas, en especial moluscos.
Diseñó y fabricó un motor para aviación de cilindros paralelos, cuyo desarrollo abandonó al inmiscuirse plenamente en la fabricación de motores marinos.

## Cargos y miscelánea
Socio fundador del Real Club Náutico de Sangenjo
Socio fundador del Club Naval de Pontevedra
Socio fundador del Club de Tiro de Cernadiñas Novas
Directivo del Liceo Casino de Pontevedra
Socio fundador del Casino Mercantil Archivado el 1 de marzo de 2021 en Wayback Machine. e Industrial de Pontevedra 1928
Directivo de la Escuela de Maestría Industrial de Pontevedra
Socio fundador y directivo del Pontevedra Club de Fútbol 1941(enlace) 
Teniente de alcalde y concejal, durante diecisiete años, del Excmo. Ayuntamiento de Pontevedra (1939).
Corredor de rallies de vehículos clásicos con numerosos premios y galardones.